# Kaltenbuch
Kaltenbuch ist ein Gemeindeteil der Gemeinde Bergen im Landkreis Weißenburg-Gunzenhausen (Mittelfranken, Bayern). Die Gemarkung Kaltenbuch hat eine Fläche von 2,582 km². Sie ist in 265 Flurstücke aufgeteilt, die eine durchschnittliche Flurstücksfläche von 9745,15 m² haben.

## Geografische Lage und Verkehr

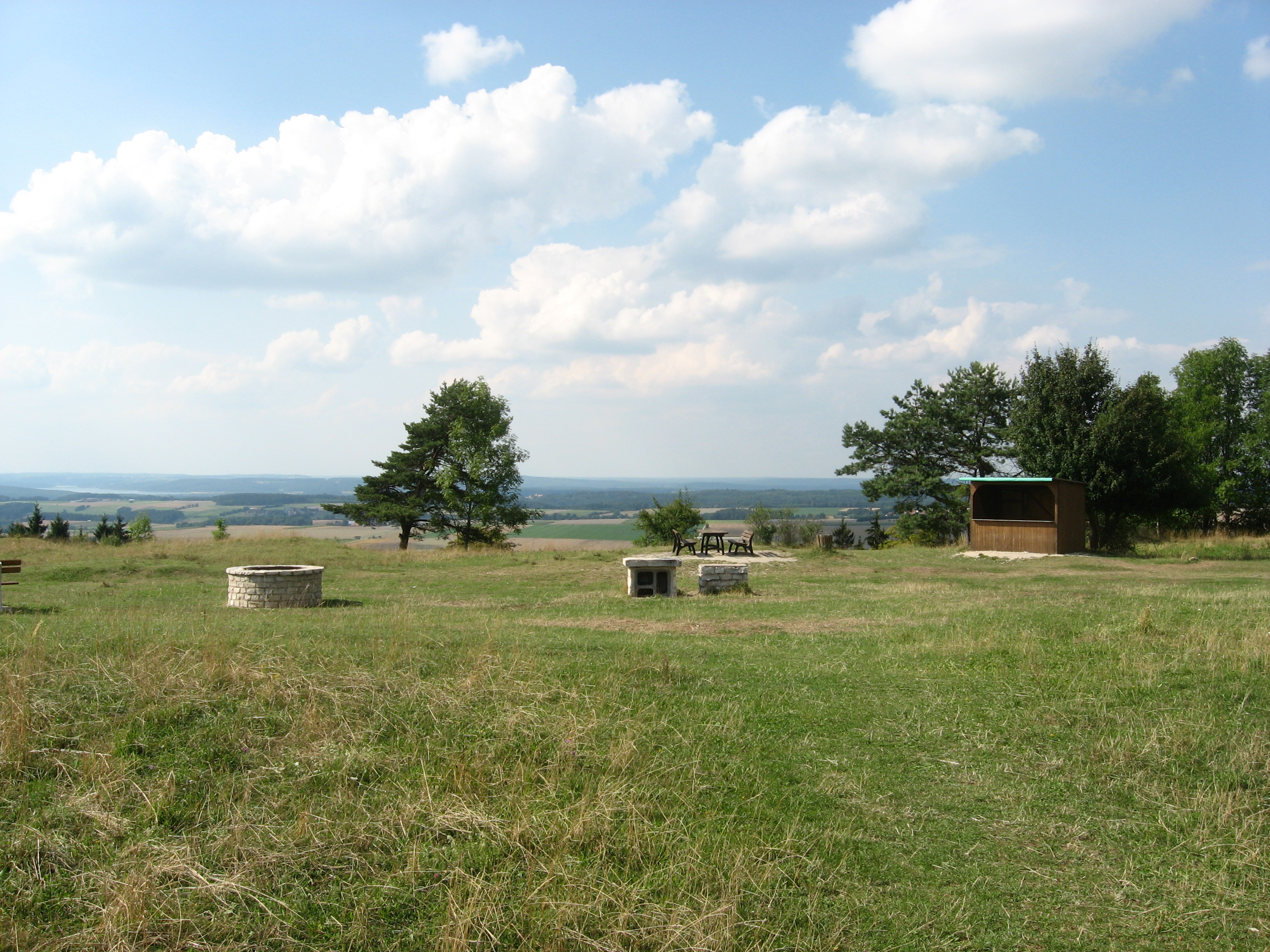
Der Aussichtspunkt „Steinschütt“

Das Kirchdorf liegt am Abbruch des Fränkischen Jura etwa  acht Kilometer östlich von Weißenburg. Gemeindeverbindungsstraßen führen nach Rohrbach und Ettenstatt, nach Pfraunfeld zur Kreisstraße WUG 13, nach Indernbuch ebenfalls zur WUG 13 und nach Oberhochstatt zur Staatsstraße 2228. Aufgrund der exponierten Lage hat man von Kaltenbuch aus einen weiten Rundblick über den Brombachsee bis ins 40 km entfernte Nürnberg. Östlich befindet sich der Aussichtspunkt Steinschütt.▼ Im unterhalb des Ortes gelegenen Moorholz blühen im Frühjahr viele Märzenbecher.

## Geschichte
Mit dem Gemeindeedikt (frühes 19. Jahrhundert) entstand die Ruralgemeinde Kaltenbuch. Am 1. Mai 1978 wurde diese nach Bergen eingemeindet.

## Einwohnerentwicklung
| Jahr          | 1910 | 1933 | 1939 | 1987 | 2008 | 2017 |
| Einwohnerzahl | 112  | 114  | 109  | 116  | 129  | 123  |

## Baudenkmäler
- Jurahäuser, teilweise renoviert
- St. Nikolaus (Kaltenbuch): Chorturmkirche, Turm mit Kuppelhaube, erbaut 1716; mit Ausstattung; mit Kirchhofmauer, alter Teil, wohl 18. Jahrhundert